# Friedrich Arndt (Puppenspieler)
Friedrich Arndt (* 9. November 1905 in Hamburg; † 4. Februar 1985 ebenda) war ein deutscher Puppenspieler. Er hat als einer der ersten den deutschsprachigen Kasper in den 60er Jahren auf der Schallplatte verewigt und war an Fernsehproduktionen des WDR beteiligt, darunter Kasper und René, Lemmi und die Schmöker und Robbi, Tobbi und das Fliewatüüt.

## Leben
Friedrich Arndt wuchs in Hamburg als Sohn eines Kutschers auf, verlebte eine glückliche Kindheit und interessierte sich früh für Theater und Kunst. Er absolvierte eine Kaufmannslehre und heiratete 1932 die spätere Puppenbauerin Anni Stender.

### Puppenspiel
Seit 1922 spielte Friedrich Arndt mit seiner Laienspielgruppe „Hamborger Poppenspäler“ plattdeutsche Stücke in Schulen und Volksheimen.
1928 sah er Max Jacob mit seinen Hohnsteiner Puppen zum ersten Mal, unterrichtete später bei der Marine Puppenspiel und trat 1945 in die Hohnsteiner Puppenspiele von Max Jacob als Berufspuppenspieler ein. Vier Jahre später gründete er seine eigene Hohnsteiner Bühne. Sein Vater Karl unterstützte seinen Sohn, schnitzte für ihn beispielsweise Figurenköpfe im für die Hohnsteiner typischen Stil.
Irmgard Wesemann, langjährige Mitarbeiterin Arndts, skizzierte die Anfänge in der Nachkriegszeit so: „Wenn die Spielräume geheizt waren, freuten wir uns. Oft gab es auch eiskalte Säle, in denen uns der Finger im Puppenkopf abstarb. Das Publikum kam trotzdem. Denn zuhause war es auch kalt, da fror es sich besser mit Unterhaltung.“
Nach den schwierigen Anfängen kam der Erfolg. Mit hanseatischer Weltoffenheit spielte Arndt seinen Kasper in Inszenierungen für Erwachsene, etwa im Rubin und Höllenspuk auf höchster Ebene, in der Sage vom Freischütz oder in der Historia von Dr. Johann Faust, in Eichendorffs Incognito, in der Undine oder in Die Schildbürger. Besondere Beachtung fand die musikalische Pantomime Der klingende Teppich, die Friedrich Arndt zusammen mit dem Osnabrücker Professor für Musik Kurt Sydow fürs Puppenspiel bearbeitete.

### Hörspiele
Friedrich Arndt hat auch als einer der ersten den deutschsprachigen Kasper in den 60er Jahren auf der Schallplatte verewigt. Die Stücke Der Bär geht spazieren, Kasper und Seppel bei den Indianern oder Die geheimnisvolle Kaffeemühle zählen auch heute noch zu beliebten Hörspielen. Sydow hob insbesondere Das fliegende Haus als ein „Meisterwerk des Elementaren für die Kinderwelt hervor, in dem Sprache, Musik und Spielfantasie in gleicher Weise angesprochen werden“. Neben Arndt waren an den Hörspielen auch Irmgard Waßmann, Rudolf Fischer und Wolfgang Buresch beteiligt. Heute sind zehn Hörspielkassetten als Zusammenfassung der ursprünglich als Vinyl-Singles produzierten Aufnahmen bei der Deutschen Grammophon erhältlich.

### Fernsehen
Arndt schrieb und spielte für Fernsehfilme und -serien. Erstmals wurde der Kasper in Köln 1964 von der Fernsehkamera in Schwarz-Weiß aufgezeichnet. Gert K. Müntefering, der zuständige Redakteur beim WDR gab ihm mit Kasper und René eine eigene Sendereihe. Kaspers menschlicher Partner war der Schauspieler, Moderator und Sänger Peter René Körner, der bereits seit der zweiten Hälfte der 1940er Jahre in den Medien aktiv war und durch diese Rolle dauerhaft zu einem Star des Kinderfernsehens wurde. Inszeniert wurde die Serie von dem Regisseur Peter Podehl. Nicht zuletzt hat Arndt mit dieser Serie einen besonderen Beitrag für die Grundlagen im Zusammenspiel von Mensch und Figur im deutschsprachigen Fernsehen geleistet.
Nach Kasper und René folgten weitere Arndt-Körner-Serien wie Märchenraten mit Kasper und René, Ratereise mit Kasper und René und Hoftheater mit Kasper und René.
Friedrich Arndt war an weiteren erfolgreichen Fernsehproduktionen des WDR beteiligt, beispielsweise an Lemmi und die Schmöker und Robbi, Tobbi und das Fliewatüüt. Arndts Frau war darüber hinaus die Schöpferin der berühmten Figur „Hase Cäsar“, die, bevor sie 1966 ihre eigene Sendung bekam, bereits in Kasper und René auftrat.

### Sonstiges
Über seine aktive Bühnenzeit hinaus gab Arndt sein Wissen und seine Erfahrungen in vielen Lehrgängen, Vorträgen und Schriften weiter. Er führte außerdem Fernsehregie. Er arbeitete mit Joachim Tode (NDR Sesamstraße) zusammen.
Arndt gab den Spielbetrieb um 1970 aus Altersgründen auf und konzentrierte sich ganz auf den Freundeskreis der Hohnsteiner Puppenspiele und Veröffentlichungen für Pädagogen, auf Seminare und Regiearbeiten.

## Würdigungen
Die Mitarbeiter und Kollegen beschrieben Arndt als einen verantwortungsbewussten Mann, der feste Standpunkte hatte. Auch in schwierigsten Situationen sei er stets ein Optimist geblieben. Arndts langjähriger Mitarbeiter Claus Gräwe beschrieb das Verhältnis zu seinem Bühnenleiter wie folgt: Mit großer Energie habe es Friedrich Arndt verstanden, den großen Bogen von der ersten Idee bis zur Premiere trotz vieler Erschwernisse durchzuhalten und seine Mitarbeiter mitzureißen. Nicht als Diktator und großer Macher. Er habe seine Mitarbeiter nie als Untergebene, Arbeitnehmer betrachtet. An der Bühne habe sich jeder mitverantwortlich gefühlt, es sei eine echte Partnerschaft, fast eine Lebensgemeinschaft gewesen.
Armin Maiwald (Sendung mit der Maus), der Arndt als junger Regieassistent beim WDR kennenlernte, war von dessen eiserner Arbeitsdisziplin besonders beeindruckt. Das Wort „müde“ habe das „Konditionspaket“ Arndt nicht gekannt.
Dank der Auseinandersetzung mit dem 30 Jahre jüngeren Bewunderer, Schüler, Kritiker und schließlich künstlerischem Gegenüber P. K. Steinmann nahm Arndt an den Entwicklungen des Puppen-/Figurentheaters in der Bundesrepublik als Kritiker und Regisseur regen Anteil. Die jüngere Generation, die sich an der Freie Bildungsstätte Kiel, später Idstedt, auch in Seminaren von Arndt ausbilden ließ, konnte von seinem präzisen Handwerk im Handpuppenspiel, von seinen Ausführungen zu Dramaturgie und kindlicher Rezeption lernen, ohne der Hohnsteiner Ästhetik verpflichtet zu werden. Er war fähig, neue Impulse und Anforderungen an das Figurentheater mit seinem Fachwissen fundiert zu begleiten. Steinmann beschrieb ihn 1980 so: „Da saß ein Theatermann, dessen theatralisches Mittel die Puppen sind, egal von wem sie sind und in welchem Stil … Friedrich Arndt ist ein Künstler, dessen Erfolge, wie bei anderen auch, die Frucht harter Arbeit, großer Zweifel, überschäumenden Enthusiasmusses, quälender Beiordnung und überragender Führungsqualitäten ist.“
Die ARD würdigte Arndt nach seinem Tod 1985 mit dem von Podehl und Armin Maiwald moderierten Fernsehfilm Seid ihr alle da? – Erinnerungen an den Puppenspieler Friedrich Arndt.